# Carica Gao (Xuanwu)
Carica Gao Ying (高英,  ? -518.) bila je carica kineske/Xianbeijske države Sjeverni Wei, odnosno druga supruga cara Xuanwua. Bila je u srodstvu s carem, prije nego što je postala konkubina, ali je vremenom stekla status supruge. Njen ujak Gao Zhao je postao jedna od najmoćnijih osoba na dvoru i kineski povjesničari mu pripisuju smrt Xuanwuove prve supruge carice Yu 507. i njenog sina Yuan Changa (元昌) 508. godine. Nakon toga je Gao Ying postala carica, a kineski je povjesničari opisuju kao izuzetno ljubomornu ženu. Caru je rodila kćer i sina koji nije preživio djetinjstvo. Kada je careva konkubina Supruga Hu rodila sina Yuan Xua (元詡), car se trudio zaštititi novorođenče od carice. Car je umro 515. a ubrzo nakon toga je u dvorskom puču svrgnut Gao Zhao. Supruga Hu je dobila status carice majke i natjerala Gao Ying postati budističkom redovnicom. Međutim, tri godine poslije ju je zbog astrologova tumačenja dala pogubiti.